# Staatsopera Praag

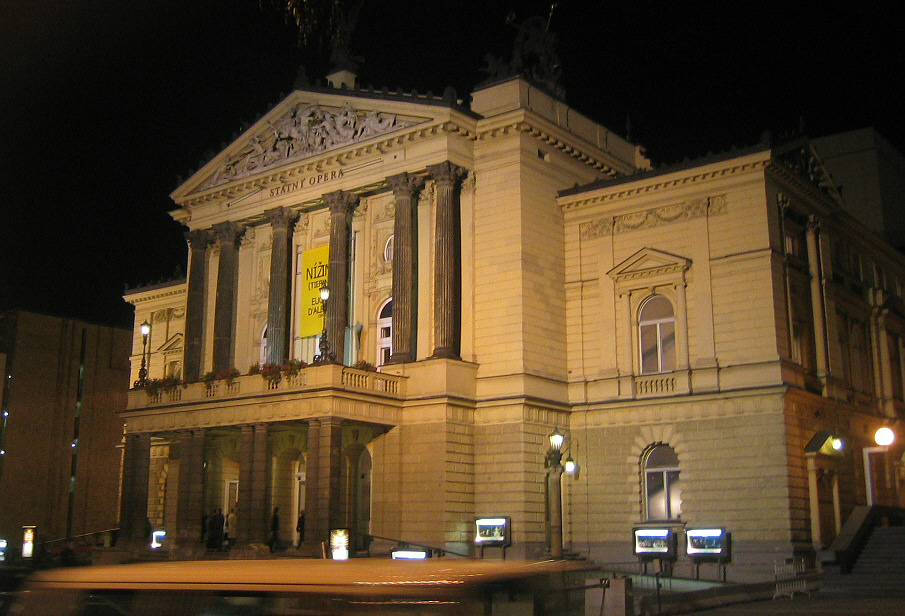
Staatsopera Praag

De Staatsopera Praag (Tsjechisch: Státní opera Praha, tot 1945 Neue deutsche Theater, Nieuw Duits Theater) is een operagebouw in de Tsjechische hoofdstad Praag. Het theater is gelegen in de wijk Vinohrady aan de straat Wilsonova, naast het hoofdstation.

## Geschiedenis
Toen aan het begin van de jaren 80 van de 19e eeuw het Nationaal Theater werd geopend voor de Tsjechen, kreeg de aanzienlijke Duitse minderheid het verlangen een eigen theater te hebben. Hiervoor werd op 4 februari 1883 de Deutscher Theaterverein (Duitse Theatervereniging) opgericht. Het theater werd ontworpen door het Weense duo Fellner & Helmer, in samenwerking met Karl von Hasenauer. Binnen twintig maanden was het Neue deutsche Theater gereed en op 5 januari 1888 werd het geopend met de opera Die Meistersinger von Nürnberg van Richard Wagner.
Tijdens de opkomst van het nazisme in de jaren 30 van de 20e eeuw in Duitsland vluchtten veel Duitse artiesten naar het Neue deutsche Theater. In september 1938, vlak voor het verdrag van München, moest het theater sluiten naar aanleiding van politieke ontwikkelingen en financiële moeilijkheden. Tussen 1888 en 1938 hadden onder anderen de bekende artiesten Alexander von Zemlinsky, George Szell en Otto Klemperer opgetreden in het theater. Tijdens de Tweede Wereldoorlog ging het theater door het leven als Deutsches Opernhaus (Duits Operagebouw) en werd het gebruikt voor politieke doeleinden.
Na de oorlog werd in het gebouw opnieuw een theater opgericht. Een groep Tsjechische artiesten, waaronder Alois Hába, richtte het Divadlo 5. května (5 mei-theater) op. De eerste opera die werd opgevoerd was De Brandenburgers in Bohemen van Bedřich Smetana. Verschillende grote opera's als Les contes d'Hoffmann van Jacques Offenbach en Moeder van Hába werden opgevoerd in de eerste jaren na de oorlog. Hierdoor werd het 5 mei-theater competitie voor het Nationaal Theater, wat niet de bedoeling van de regering was. De Tsjechoslowaakse regering besloot daarop dat het theater onderdeel werd van het Nationaal Theater.
In november 1949 werd de naam van het gebouw opnieuw gewijzigd, ditmaal in Smetanovo divadlo (Smetanatheater). Na de Fluwelen Revolutie in 1989 werd er geprobeerd het Smetanatheater opnieuw onafhankelijk te maken, en met succes. Op 1 april 1990 werd het theater onafhankelijk en kreeg het de huidige naam.